# Cryptolabis sica
Cryptolabis sica là một loài ruồi trong họ Limoniidae. Chúng phân bố ở miền Tân bắc.